# Beata Humberstone
Beata Julia Regina Humberstone (* 24. Juli 1869 in Enger als Beata Julia Regina Bader; † 6. April 1926 in Lübeck) war eine deutsch-kanadische Unternehmerin und Vorsitzende der Humberstone Coal Company in Alberta, Kanada.

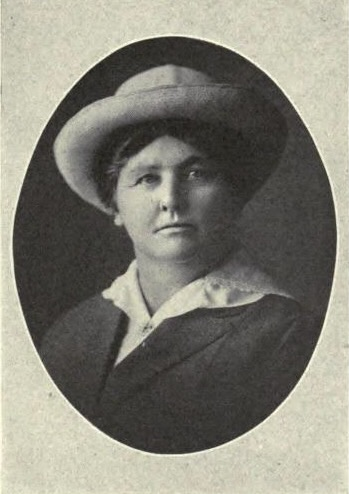
Beata Humberstone

## Leben und Wirken
Beata Humberstone war die Tochter des Amtmanns von Enger, Reinhold Bader, und dessen Ehefrau Marie Luise Herzhoff. Ihr Großvater, der Fabrikant Heinrich Herzhoff, war Inhaber der Arminius-Eisenhütte in Bielefeld. Im Jahr 1897 wanderte sie nach Kanada aus. Zwei Jahre später heiratete sie in Edmonton den Kaufmann und Stadtrat William Humberstone.
1899 gründeten Beata und William Humberstone die Humberstone Coal Company im Tal des North Saskatchewan River. Das Unternehmen lieferte Kohle an private Haushalte und an gewerbliche Kunden wie die Grand Trunk Pacific Railway. Als sich der Gesundheitszustand ihres Mannes verschlechterte, übernahm Beata Humberstone 1912 die Führung des Unternehmens und wurde Eigentümerin des Bergwerks. Unter ihrer Leitung wurde eine vollständige Restrukturierung der Organisation vorgenommen. Durch den Einsatz neuester Technik konnte die Produktivität erheblich gesteigert werden. Mit mehr als 200 Mitarbeitern und einer Kapazität von bis zu 1.000 Tonnen pro Tag gehörte die Humberstone Coal Company um 1920 zu den leistungsfähigsten Kohlebergwerken in der Region. Das Unternehmen unterhielt ab 1918 ein Büro im McLeod Building in Edmonton.
Die Leitung eines Unternehmens dieser Größenordnung durch eine Frau war damals nicht nur im Westen Kanadas sehr ungewöhnlich. Dennoch galt Beata Humberstone als anerkannte Expertin in der Kohlewirtschaft. Sie verstarb 1926 während eines Aufenthalts bei ihrer Familie in Deutschland. Heute erinnert eine Plakette im Rundle Park in Edmonton an das Wirken der Humberstones und an die Bedeutung des Bergwerks für die Entstehung der historischen Ortschaft Beverly.